# Mathias Leitner
Mathias „Hias“ Leitner (* 22. September 1935 in Kitzbühel) ist ein ehemaliger österreichischer Skirennläufer.
Bei den Olympischen Winterspielen 1960 wurde er am 24. Februar Zweiter im Slalom; nach dem ersten Lauf hatte nur auf Rang 9 gelegen. Im selben Jahr gewann er die Slaloms beim Arlberg-Kandahar-Rennen in Sestriere, beim Lauberhornrennen in Wengen und beim Harriman Cup in Sun Valley. 1962 siegte er beim Slalom der 3-Tre-Rennen in Madonna di Campiglio.
1964 wechselte Hias Leitner zur U.S. Pro-Ski Tour und wurde 1966, 1967 sowie 1968 Profiweltmeister.
Ab seinem Karriereende 1972 war er bis 1999 als Trainer im Tiroler Skiverband sowie beim ÖSV tätig, wo er u. a. für das Herrenteam im Slalom zuständig war und danach die späteren Olympiasieger Leonhard Stock, Stephan Eberharter und Benjamin Raich ausbildete.